# Calochilus psednus
Calochilus psednus là một loài thực vật có hoa trong họ Lan. Loài này được D.L.Jones & Lavarack mô tả khoa học đầu tiên năm 1989.